# Hello and Welcome
«Hello and Welcome» — это песня, написанная в 2006 году проектом Enigma.
Вокальную партию исполняет Эндрю Дональдс, голос которого ещё можно услышать на четвёртом и пятом альбомах. Долгое время оставалось загадкой — будет ли сингл автономным, как «Turn Around» или же песня будет включена в следующий шестой альбом.
Кроме того, поклонники были заинтригованы совсем не «энигматичным» стилем «Hello and Welcome». В итоге альбом включил в себя совершенно новую версию песни.
Изначально релиз сингла был запланирован на октябрь, но позже дату изменили на 25 ноября, за день до боя немецкого промобойца Феликса Штурма за звания чемпиона мира по версии WBA. Но из-за полученной травмы, бой и, соответственно, релиз сингла, были перенесены на март 2006 года. Диск появился на прилавках магазинов Германии 10 марта.
7 ноября Virgin Germany представила публике видеоклип на песню «Hello and Welcome». Просмотр был доступен через германское подразделение LAUNCHcast. Видео показывает Штурма на тренировках и в предыдущих боях. Однако, через два дня, Virgin Germany объявила, что релиз сингла отложен, а видео было убрано со всех веб-сайтов.
В день выпуска официальный сайт Enigma был обновлён, видео стало доступно для потокового просмотра через Windows Media Player или Real Player.

## Список композиций
- Hello and Welcome [radio edit] (3:39)
- Hello and Welcome [thunderstorm mix] (6:09)
- Hello and Welcome [after the storm mix] (6:28)
- Видеоклип: Hello and Welcome (3:20)